# НАДН-дегидрогеназа
НАДН-дегидрогеназа — класс ферментов, катализирующих реакцию:
НАДН + H+ + субстрат {\displaystyle \rightleftharpoons } НАД+ + восстановленный субстрат.

## Примеры
- НАДН-дегидрогеназный комплекс
- Цитохром-b5-редуктаза[англ.]
- Леггемоглобин-редуктаза[англ.]